# Municipis oficialment furlanòfons
La delimitació oficial del domini lingüístic furlà s'establí mitjançant un seguit de decrets adoptats entre 1996 i 2003, i inclou el Mandament di Puart (administrativament del Vèneto).
La toponímia normativa en furlà fou fixada oficialment el 2002, amb revisions en 2009 i 2014.
No hi fem constar els exotopònims furlans aplicats a municipis oficialment considerats de majoria eslovena, venetòfona o germanòfona. Per a això, vegeu Exotopònims furlans de municipis al·lòfons del Friül.
Per als topònims autòctons d'altres llengües reconegudes al si del Friül, i també a la província de Trieste, vegeu Toponímia autòctona del Friül-Venècia Júlia.

## Municipis de laprovíncia de Gurize
15 municipis del total de 25 que compta la província.
| Italià               | Furlà estàndard     | Altres llengües autòctones presents                                   |
| -------------------- | ------------------- | --------------------------------------------------------------------- |
| Capriva del Friuli   | Caprive             |                                                                       |
| Cormons              | Cormons             | Un sector eslovè (Krmin)                                              |
| Dolegna del Collio   | Dolègne dal Cuèi    | Eslovè (no reconegut)                                                 |
| Farra d'Isonzo       | Fare                |                                                                       |
| Gorizia              | Gurize              | Un sector eslovè (Gorica); exotopònim alemany: Görz                   |
| Gradisca d'Isonzo    | Gardiscje           | Exotopònims: eslovè Gradišče; alemany Gradiska, Gradis an der Sontig  |
| Mariano del Friuli   | Marian              |                                                                       |
| Medea                | Migjee              |                                                                       |
| Monfalcone           | Monfalcon           | Vènet (Monfalcòn); eslovè (Trzič); antic exotopònim alemany, Neumarkt |
| Moraro               | Morâr               |                                                                       |
| Mossa                | Mòsse               |                                                                       |
| Romans d'Isonzo      | Romans dal Lusinç   |                                                                       |
| Sagrado              | Segrât              | Vènet (Sagrà); eslovè (Zagraj)                                        |
| San Lorenzo Isontino | San Lurinç Lisuntìn |                                                                       |
| Villesse             | Vilès               |                                                                       |

## Municipis de laprovíncia de Pordenon

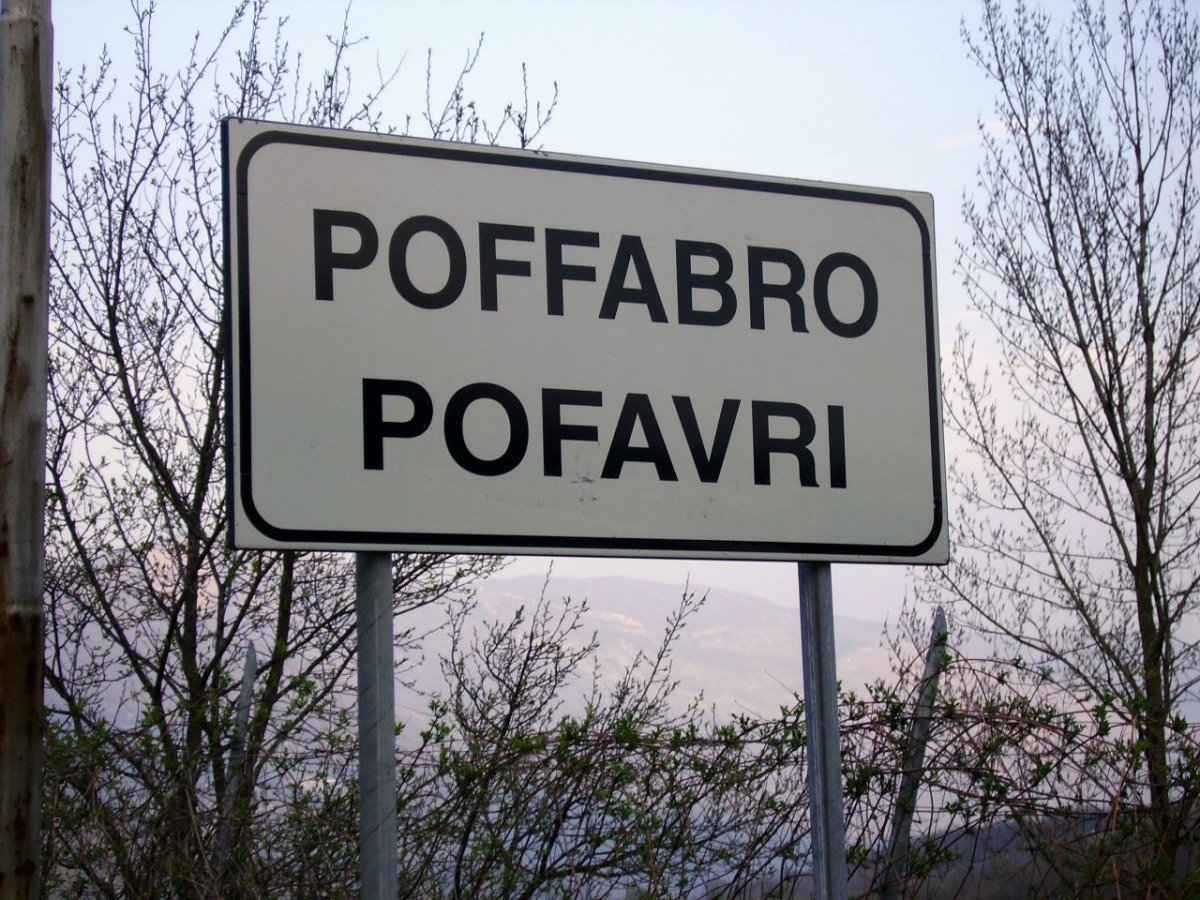
Rètol bilingüe de Pofàvri

36 municipis del total de 50 que compta la província.
| Italià                        | Furlà estàndard                                        |
| Andreis                       | Andreis                                                |
| Arba                          | Darbe                                                  |
| Arzene                        | Darzin                                                 |
| Aviano                        | Davian                                                 |
| Barcis                        | Barcis                                                 |
| Budoia                        | Budoie                                                 |
| Casarsa della Delizia         | Cjasarse                                               |
| Castelnovo del Friuli         | Cjastelgnûf                                            |
| Cavasso Nuovo                 | Cjavàs                                                 |
| Claut                         | Claut                                                  |
| Clauzetto                     | Clausêt                                                |
| Cordenons                     | Cordenons                                              |
| Cordovado                     | Cordovât                                               |
| Fanna                         | Fane                                                   |
| Fontanafredda                 | Fontanefrede                                           |
| Frisanco                      | Frisanc [inclou l'agregat de Poffabro (furlà Pofàvri)] |
| Maniago                       | Manià [també vènet: Maniago]                           |
| Meduno                        | Midun                                                  |
| Montereale Valcellina         | Montreâl                                               |
| Morsano al Tagliamento        | Morsan da lis Ocjis                                    |
| Pinzano al Tagliamento        | Pinçan                                                 |
| Polcenigo                     | Polcenic                                               |
| Pordenone                     | Pordenon [també vènet: Pordenòn]                       |
| San Giorgio della Richinvelda | San Zorç da la Richinvelde                             |
| San Martino al Tagliamento    | Sant Martin dal Tiliment                               |
| San Quirino                   | Sant Quarin                                            |
| San Vito al Tagliamento       | San Vît dal Tiliment                                   |
| Sequals                       | Secuals                                                |
| Sesto al Reghena              | Siest                                                  |
| Spilimbergo                   | Spilimberc                                             |
| Tramonti di Sopra             | Tramonç Disore                                         |
| Tramonti di Sotto             | Tramonç Disot                                          |
| Travesio                      | Travês                                                 |
| Valvasone                     | Voleson                                                |
| Vito d'Asio                   | Vît                                                    |
| Vivaro                        | Vivâr                                                  |
| Zoppola                       | Çopule                                                 |

## Municipis de la província de Pordenon reputats furlanòfons però no inclosos en la llista oficial
És legítim considerar furlanòfons els municipis de Nert e Cjas, Cimolais i Vaiont, tots tres de la província de Pordenon, perquè llurs parles locals són incontrovertiblement retoromàniques i formen part del Friül històric des de l'origen. Emperò, aquests municipis refusaren de constar a la llista perquè s'especula que potser els parlars locals són formes de ladí potser venetitzades. La resultant és que aquests parlars locals del Friül manquen de cap mena de protecció. És per això que alguns mapes lingüístics representen com a no furlanòfon un sector de l'extrem nord-occidental del Friül: és el conjunt de Nert e Cjas i Cimolais.
En els altres quatre casos, l'exclusió podria deure's a una certa hibridació vèneta dels parlars locals, per veïnatge immediat amb la comarca de Sacile (furlà Sacîl, vènet Sathil), que és administrativament furlana, però venetòfona.
Amb aquest recompte, els municipis furlanòfons de la província de Pordenon serien 43 del total de 50.
| Italià            | Furlà estàndard   |
| Azzano Decimo     | Daçan di Pordenon |
| Chions            | Cjons             |
| Cimolais          | Cimolais          |
| Erto e Casso      | Nert e Cjas       |
| Fiume Veneto      | Vile di Flum      |
| Roveredo in Piano | Lavorêt           |
| Vajont            | Vaiont            |

## Municipis de laprovíncia d'Udin

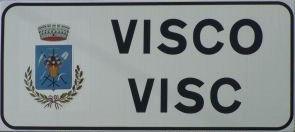
Rètol bilingüe de Visc

125 municipis del total de 135 que compta la província.
| Italià                    | Furlà estàndard |
| Aiello del Friuli         | Dael |
| Amaro                     | Damâr |
| Ampezzo                   | Dimpeç |
| Aquileia                  | Aquilee |
| Arta Terme                | Darte |
| Artegna                   | Dartigne |
| Attimis                   | Atimis [amb sector eslovè: Ahten]                                                                                  |
| Bagnaria Arsa             | Bagnarie |
| Basiliano                 | Basilian |
| Bertiolo                  | Bertiûl |
| Bicinicco                 | Bicinins |
| Bordano                   | Bordan |
| Buja                      | Buie |
| Buttrio                   | Buri |
| Camino al Tagliamento     | Cjamin dal Tiliment                                                                                                |
| Campoformido              | Cjampfuarmit |
| Campolongo Tapogliano     | Cjamplunc Tapoian                                                                                                  |
| Carlino                   | Cjarlins |
| Cassacco                  | Cjassà |
| Castions di Strada        | Cjasteons di Strade                                                                                                |
| Cavazzo Carnico           | Cjavaç |
| Cercivento                | Çurçuvint |
| Cervignano del Friuli     | Çarvignan |
| Chiopris-Viscone          | Cjopris e Viscon                                                                                                   |
| Chiusaforte               | Scluse |
| Cividale del Friuli       | Cividât [amb sector eslovè: Čedad]                                                                                 |
| Codroipo                  | Codroip |
| Colloredo di Monte Albano | Colorêt di Montalban                                                                                               |
| Comeglians                | Comelians |
| Corno di Rosazzo          | Cuar di Rosacis |
| Coseano                   | Cosean |
| Dignano                   | Dignan |
| Dogna                     | Dogne |
| Enemonzo                  | Enemonç |
| Faedis                    | Faedis [amb sector eslovè: Fojda]                                                                                  |
| Fagagna                   | Feagne |
| Fiumicello                | Flumisel |
| Flaibano                  | Flaiban |
| Forgaria nel Friuli       | Forgjarie |
| Forni Avoltri             | For Davuatri |
| Forni di Sopra            | For Disore |
| Forni di Sotto            | For Disot |
| Gemona del Friuli         | Glemone |
| Gonars                    | Gonârs |
| Latisana                  | Tisane |
| Lauco                     | Lauc |
| Lestizza                  | Listize |
| Lignano Sabbiadoro        | Lignan |
| Ligosullo                 | Liussûl |
| Majano                    | Maian |
| Malborghetto Valbruna     | Malborghet e Valbrune [trilingüe amb eslovè (Naborjet-Ovčja ves) i alemany (Malborgeth-Wolfsbach), segons sectors] |
| Manzano                   | Manzan |
| Martignacco               | Martignà |
| Mereto di Tomba           | Merêt di Tombe |
| Moggio Udinese            | Mueç |
| Moimacco                  | Muimans |
| Montenars                 | Montenârs |
| Mortegliano               | Mortean |
| Moruzzo                   | Murùs |
| Muzzana del Turgnano      | Muçane |
| Nimis                     | Nimis [amb sector eslovè: Nime]                                                                                    |
| Osoppo                    | Osôf |
| Ovaro                     | Davâr |
| Pagnacco                  | Pagnà |
| Palazzolo dello Stella    | Palaçûl |
| Palmanova                 | Palme |
| Paluzza                   | Paluce [alemany a l'agregat de Timau/furlà Tamau/alemany Tischelwang (localment Tischlbong)]                       |
| Pasian di Prato           | Pasian di Prât |
| Paularo                   | Paulâr |
| Pavia di Udine            | Pavie |
| Pocenia                   | Pucinie |
| Pontebba                  | Pontêbe [trilingüe amb eslovè (Tablija) --no reconegut-- i alemany (Pontafel), segons sectors]                     |
| Porpetto                  | Porpêt |
| Povoletto                 | Paulêt |
| Pozzuolo del Friuli       | Puçui |
| Pradamano                 | Pradaman |
| Prato Carnico             | Prât di Cjargne |
| Precenicco                | Prissinins |
| Premariacco               | Premariâs |
| Preone                    | Preon |
| Prepotto                  | Prepot [amb sector eslovè: Prapotno]                                                                               |
| Ragogna                   | Ruvigne |
| Ravascletto               | Ravasclêt |
| Raveo                     | Raviei |
| Reana del Rojale          | Reane dal Roiâl |
| Remanzacco                | Remanzâs |
| Resiutta                  | Resiute |
| Rigolato                  | Rigulât |
| Rive d'Arcano             | Rivis Darcjan |
| Rivignano                 | Rivignan |
| Ronchis                   | Roncjis |
| Ruda                      | Rude |
| San Daniele del Friuli    | San Denêl |
| San Giorgio di Nogaro     | San Zorç di Noiâr                                                                                                  |
| San Giovanni al Natisone  | San Zuan dal Nadison                                                                                               |
| San Vito al Torre         | San Vît de Tor |
| San Vito di Fagagna       | San Vît di Feagne                                                                                                  |
| Santa Maria la Longa      | Sante Marie la Lungje                                                                                              |
| Sauris                    | Sauris [també alemany: Zahre]                                                                                      |
| Sedegliano                | Sedean |
| Socchieve                 | Soclêf |
| Sutrio                    | Sudri |
| Talmassons                | Talmassons |
| Tarcento                  | Tarcint |
| Tarvisio                  | Tarvis [trilingüe amb eslovè (Trbiž) i alemany (Tarvis), segons sectors]                                           |
| Tavagnacco                | Tavagnà |
| Teor                      | Teôr |
| Terzo d'Aquileia          | Tierç di Aquilee                                                                                                   |
| Tolmezzo                  | Tumieç |
| Torreano                  | Torean [amb sector eslovè: Tavorjana]                                                                              |
| Torviscosa                | Tor di Zuin |
| Trasaghis                 | Trasaghis |
| Treppo Carnico            | Trep di Cjargne |
| Treppo Grande             | Trep Grant |
| Tricesimo                 | Tresesin |
| Trivignano Udinese        | Trivignan |
| Udine                     | Udin [també vènet: Ùdine]                                                                                          |
| Varmo                     | Vildivar |
| Venzone                   | Vençon |
| Verzegnis                 | Verzegnis |
| Villa Santina             | Vile di Cjargne |
| Villa Vicentina           | Vile Visintine |
| Visco                     | Visc |
| Zuglio                    | Zui |

## Municipis delMandament di Puart(província de Venècia, regió delVèneto)
Dels deu municipis del Mandament di Puart tradicionalment reputats furlanòfons, només en tres es reconeix el furlà; se n'exclouen set: Danon (Annone Veneto), Cuncuàrdie (Concordia Sagittaria), Fossalte (Fossalta di Portogruaro), Gruâr (Gruaro), Puart di Gruâr (Portogruaro), Pramaiôr (Pramaggiore) i San Stin (San Stino di Livenza).
| Italià                     | Furlà estàndard | Vènet                    |
| -------------------------- | --------------- | ------------------------ |
| Cinto Caomaggiore          | Cint            | Sinto Caomagior          |
| San Michele al Tagliamento | San Michêl      | San Michièl al Tajamento |
| Teglio Veneto              | Tei             | Tejo Vèneto              |